# エウゲニア・ザレスカ
エウゲニア・ザレスカ（Eugenia Zareska, 1910年11月9日 - 1979年10月5日）は、ポーランド出身のメゾソプラノ歌手。
ポーランド領ラーヴァ＝ルーシカ(現ウクライナ領)の生まれ。ルヴォフでアダム・ディドゥルに声楽のレッスンを受けた後、ウィーンに留学してアンナ・フォン・ミルデンブルクの下で研鑽を積む。1938年にウィーンで開かれた国際声楽コンクールで優勝し、1939年から演奏活動を開始した。1940年からイタリアに移住し、その翌年からミラノ・スカラ座に出演するようになった。1948年にはコヴェントガーデン王立歌劇場に初出演を果たし、1952年にはロンドンに居を移した。以後、イギリスを中心にヨーロッパ各地の歌劇場や音楽祭に客演を重ねた。
パリにて没。